# 毛里裘斯藍鳩
毛里裘斯藍鳩（Alectroenas nitidissimus），又名馬島藍鳩，是毛里裘斯已滅絕的鴿。牠們呈白色、深藍色及紅色，令皮埃爾·索納拉特（Pierre Sonnerat）聯想起荷蘭國旗。
雖然原住民認識毛里裘斯藍鳩，但卻沒有任何科學文獻的紀錄，而很多資料都是偽造的。現時只有三個已知的標本，分別存放於巴黎的法國國立自然史博物館、愛丁堡的皇家博物館及路易港的毛里裘斯自然史博物館。此外，亦有一些有關的圖畫，包括兩幅描繪剛被射殺及兩幅飼養的毛里裘斯藍鳩。
毛里裘斯藍鳩的第一組骨骼是於2006年在馬爾桑吉斯發現，估計是因洪水或相似的災難所殺害。由於以往的古動物學研究都只限於海岸地區，所以相信毛里裘斯藍鳩只是生活在密林中。

## 滅絕
於1755年有一份較為詳細的毛里裘斯藍鳩的描述，當中已提到牠們自1730年代起已變得很稀少，其中的原因是森林的減少及被獵殺。於1801年的文獻仍有發現部份毛里裘斯藍鳩，但只限於近河流的林地。最後的標本是於1826年在薩凡納所採集，而當時認為在瑪爾·奧·瓦窛阿仍可發現牠們。估計牠們是於1830年代滅絕。
另外，除了林地的消失及過份獵殺外，長尾獼猴的入侵亦是令牠們滅絕的原因。

## 外部連結
- Mauritian-European Dodo Expedition weblog (accessed 29 June 2006)